# Dichostates concretus
Dichostates concretus är en skalbaggsart som först beskrevs av Francis Polkinghorne Pascoe 1857.  Dichostates concretus ingår i släktet Dichostates och familjen långhorningar.
Artens utbredningsområde är:
- Malawi.
- Moçambique.

Inga underarter finns listade i Catalogue of Life.